# Institut de droit international
L'Institut de Droit International o IDI ("Institut de Dret Internacional") és una organització privada destinada a l'estudi i desenvolupament del dret internacional. La idea de crear-lo va néixer del belga Gustave Rolin-Jaequemyns el 8 de setembre de 1873. El 1874 es realitzà la primera sessió, a Ginebra (Suïssa), on actualment hi té la seu permanent.

## Organització
L'institut està format per 72 associats, 60 membres (entre ells 7 espanyols) i membres honoraris (entre ells l'egipci Boutros Boutros-Ghali). Els membres, invitats per l'organització, són persones que han demostrat un treball acadèmic notable en l'àrea del dret internacional, i està restringit a aquells qui es consideren lliures de pressions polítiques. La intenció de l'organització és tenir membres distribuïts per tot el món; hi són representats més de 100 països diferents. Alguns dels seus membres són jutges al Tribunal Penal Internacional.
L'institut organitza congressos bianuals per estudiar el dret internacional existent en aquell moment, i es proposen modificacions allà on ho considerin. Les seves recomanacions afecten les àrees dels drets humans, i les resolucions pacífiques de conflictes, i sempre sota la supremacia de la justícia i de la humanitat. Per aquests motius va ser guardonat el 1904 amb el Premi Nobel de la Pau.
L'organització encara roman activa. Alguna de les resolucions més recents són per exemple les recomanacions sobre immunitat vers la persecució als caps d'estat, i la responsabilitat dels governs en els danys al medi ambient d'impacte internacional. Tot i que no tenen poder decisiu sobre els governs, ja que es tracta d'una organització privada, les seves recomanacions es prenen amb molt de respecte, i sovint s'inclouen al cos normatiu dels tractats internacionals.